# 中華電信MOD
中華電信多媒體內容傳輸平台（英語：Multimedia on Demand of Chunghwa Telecom），簡稱中華電信MOD（英語：CHT MOD），為中華電信推出的隨選視訊的多媒體平台（IPTV服務）。該服務是透過寬頻或光纖網路將各種影音資訊傳至機上盒，再呈現於電視機上。現今提供193個頻道，含HD畫質和4K畫質頻道。依據國家通訊傳播委員會通過的中華電信MOD營運規章修正案，2019年8月起用戶可自行選擇頻道組合。
中華電信MOD的適用法律是《電信法》與《固定通信業務管理規則》，故不適用《有線廣播電視法》有關台灣地面電視五大台節目強制授權的規定；2008年9月起至今的中華電信MOD蓋台事件，即與此有關。

## 歷史

### 申請經營與改名
2003年1月4日，中華電信向行政院新聞局申請經營IPTV業務；同年11月底核准，並定名為「中華電信多媒體隨選視訊（MOD）服務」（簡稱中華電信MOD）。2004年2月，新聞局發給中華電信IPTV營運執照，但因中華電信官股將近40%，故要求須遵守「黨政軍退出媒體」條款。同年3月3日，中華電信時任董事長賀陳旦宣誓「MOD今年用戶衝10萬戶，三年100萬」；而台灣通訊傳播產業協進會（簡稱CBIT）時任理事長陳繼業認為「政府應對有線電視放寬管制，給國內最大的媒體平台發展機會」，故行文行政院公平交易委員會抗議：中華電信挾電信獨占事業利潤交叉銷售中華電信MOD，並免收裝機費與基本頻道收視費，涉嫌違反《公平交易法》。2005年8月18日，中華電信多媒體隨選視訊服務改名為「中華電信大電視」。
2006年，中華電信大電視改名為「中華電信多媒體內容傳輸平台」，仍簡稱「中華電信MOD」。同年10月，國家通訊傳播委員會（簡稱NCC）核准中華電信MOD的經營，但聲明中華電信必須是「開放平台」，並表示中華電信MOD不屬於媒體，必須遵守黨政軍退出媒體條款。2007年1月30日，NCC核定中華電信MOD轉型為開放性平台，已不屬有線電視系統，且也不適用黨政軍退出媒體條款。同年5月30日，與NCC正式簽定行政契約，宣告中華電信MOD為開放性平台；但台灣有線寬頻產業協會時任理事長陳繼業表示：「雖NCC認為中華電信MOD已改造轉型為開放性平台，但實際上仍屬有線電視系統，看不出來有何不同」。同年12月，中華民國電視學會（簡稱ATTNT）主張，由於中華電信MOD為適用《電信法》規定之多媒體內容傳輸平台服務，中華電信MOD不應再免費使用各ATTNT會員電視台的頻道，而各會員應不得將各自的無線數位電視頻道載入中華電信MOD的免費頻道；建議要求中華電信取消頻道承載，並洽談版權授權事宜。

### 開播HDTV
2008年3月7日，中華電信MOD正式開播HDTV節目，如2008年北京奧運棒球八搶三資格賽。用戶必須先申裝中華電信光世代（FTTx）下行10Mbps、上行2Mbps，並使用MOD205機上盒、MRC25遙控器、支援1080p或1080i與HDMI輸入的電視機；若符合上列條件，即可在MOD的HD高畫質專區收看各HDTV節目。2009年，中華電信裁撤「數位內容處」，中華電信MOD業務移轉至台灣北區電信分公司。2011年6月15日，中華電信MOD系統升級，將同一執照之SDTV頻道與HDTV頻道整合為單一頻道。2011年8月24日，推出MOD第二平台，採用愛立信的IPTV平台IAP。2012年8月30日，中華電信時任董事長呂學錦於法人說明會上表示，固網寬頻用戶數的目標值從500萬下修為475萬，MOD用戶數的目標值因MOD第二平台審核延後而從150萬下修為130萬。

### 網路影音串流OTT服務
2012年9月18日，中華電信啟動第二平台（MOD2）。同年12月27日，中華電信宣布與夢田文創合作，於中華電信MOD打造多螢幕互動服務「Fanily專區」。2015年1月22日，CBIT與中華民國衛星廣播電視事業商業同業公會（STBA）都不贊成中華電信MOD納入《有線廣播電視法》規範。CBIT表示，中華電信在最後一哩網路佈設佔有絕大優勢，而且在固網及寬頻市場之市佔率分別達近95%及75%，居市場主導者地位；故不應將中華電信MOD納入《有線廣播電視法》規範，以免MOD挾寬頻市佔規模在視訊市場從事不公平競爭。STBA表示，網路影音是當前影音發展主要趨勢，隨著頻寬日益充足、技術日益成熟，OTT服務、IPTV、中華電信MOD、其他機上盒視訊服務等持續推出，究竟哪種影音服務能勝出成為主流仍是未知數，故不宜冒然將中華電信MOD納入《有線廣播電視法》規範。2016年，中華電信啟動MOD第三平台（MOD3），機上盒可以外接硬碟進行錄影。2018年2月24日，中華電信總經理謝繼茂表示，今年中華電信MOD用戶已突破160萬，配合NCC政策推動分組付費，將影視自主權還給消費者；MOD積極推動全4K畫質，目前MOD播出的4K內容即將超過500小時，未來不排除與OTT業者合作。
2019年1月23日，NCC通過中華電信MOD營運規章修正案，主要肇因2017年7月MOD頻道集體下架事件。中華電信後來向NCC主張，《固定通信業務管理規則》第60條之1僅要求平台業者對於內容服務必須公平、無差別待遇，並沒有禁止平台業者不得介入組合套餐。本次MOD營運規章的修正，另增訂「頻道異動1個月內，採書面或跑馬燈方式通知用戶」和「運營商定服務契約範本」，保障消費者權益。同月25日，中華電信正式與全球最大影視串流平台Netflix簽下合約，共同推廣國內外優質4K影音內容。中華電信MOD推出Netflix隨享方案以及專屬機上盒，消費者可依自身需求選擇合適的方案。同年7月22日，中華電信依據NCC通過的MOD營運規章修正案，把MOD自選頻道完整發展成為自由選套餐，讓用戶自行選擇頻道組合。未來將會整合MOD、Hami Video和MOD plus服務。同年8月，中華電信MOD推出「自由餐」方案，消費者可以在154個付費頻道中選擇20個、50個頻道，或是全選的資費方案。同年底成功成長到208萬戶。
2020年2月18日，中華電信宣布取得東京奧運台灣新媒體平台轉播權。可於MOD、Hami Video平台收看4K轉播，並推出5G網路高速傳送VR轉播。同月27日，為因應2019冠狀病毒病臺灣疫情升溫，中華電信MOD提供居家隔離用戶「MOD在家補習」服務。另外推出「防疫Fun在家」包月影片方案。同年7月13日，傳出HBO GO將上架中華電信MOD，打破有線電視與MOD過去壁壘分明、「上cable（有線電視）、不上MOD」的潛規則。中華電信表示，MOD是一個開放平台，歡迎各種內容及平台上架，跟HBO等業者在各種合作模式持續討論。但後來HBO官方否認此傳言。2022年1月1日，中華電信北區分公司改為「個人家庭分公司」，繼續負責中華電信MOD業務。

## 服務對象
凡網際網路服務供應商為中華電信（即HiNet品牌）ADSL、FTTB或FTTH的線路用戶，可向中華電信申請MOD服務。但如是不需PPPoE撥接而使用固定IP位址的固定制線路，因以太類型等因素無法同時申租MOD。而無上網需求用申請MOD服務，需同時租用中華電信無寬頻上網電路。如果ISP為台灣碩網者，亦可單獨向中華電信申請租用MOD。

## 用戶數
時任中華電信總經理李炎松表示，使用第一平台（MOD1）服務的用戶約有100萬戶，而約16萬戶使用第二平台（MOD2）的服務，總用戶數約116萬戶。2018年9月25日用戶數突破190萬。
根據國家通訊傳播委員會的統計，2019年第三季為MOD用戶高峰，達209萬0237戶。2025年第一季MOD用戶統計為204萬1702戶，持續微幅下跌中。

## 產品代言
2017年12月21日，由羽球運動員戴資穎與導演吳念真擔任中華電信MOD雙代言人，分享MOD如何讓自己重新愛看電視。

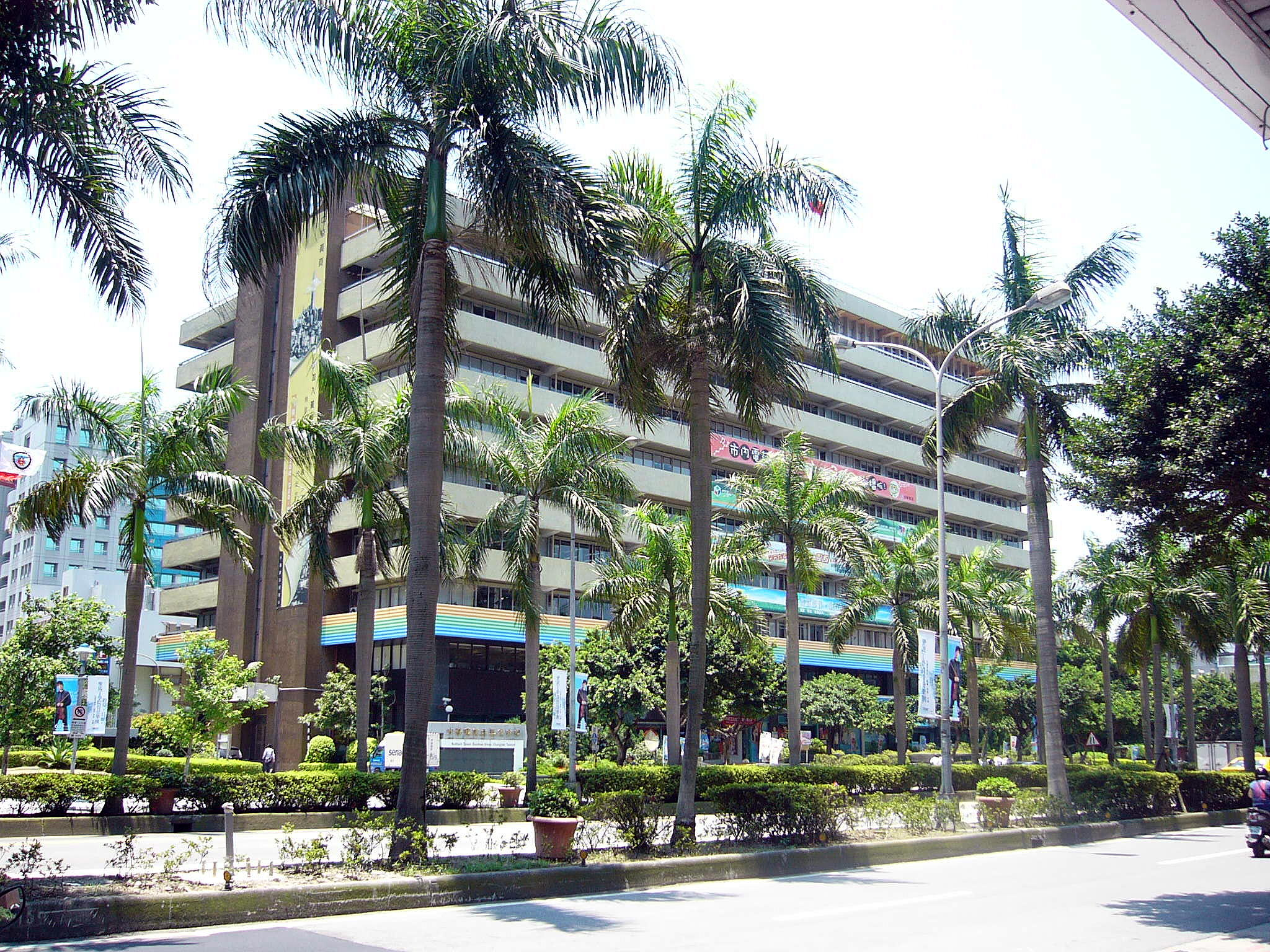
中華電信北區分公司
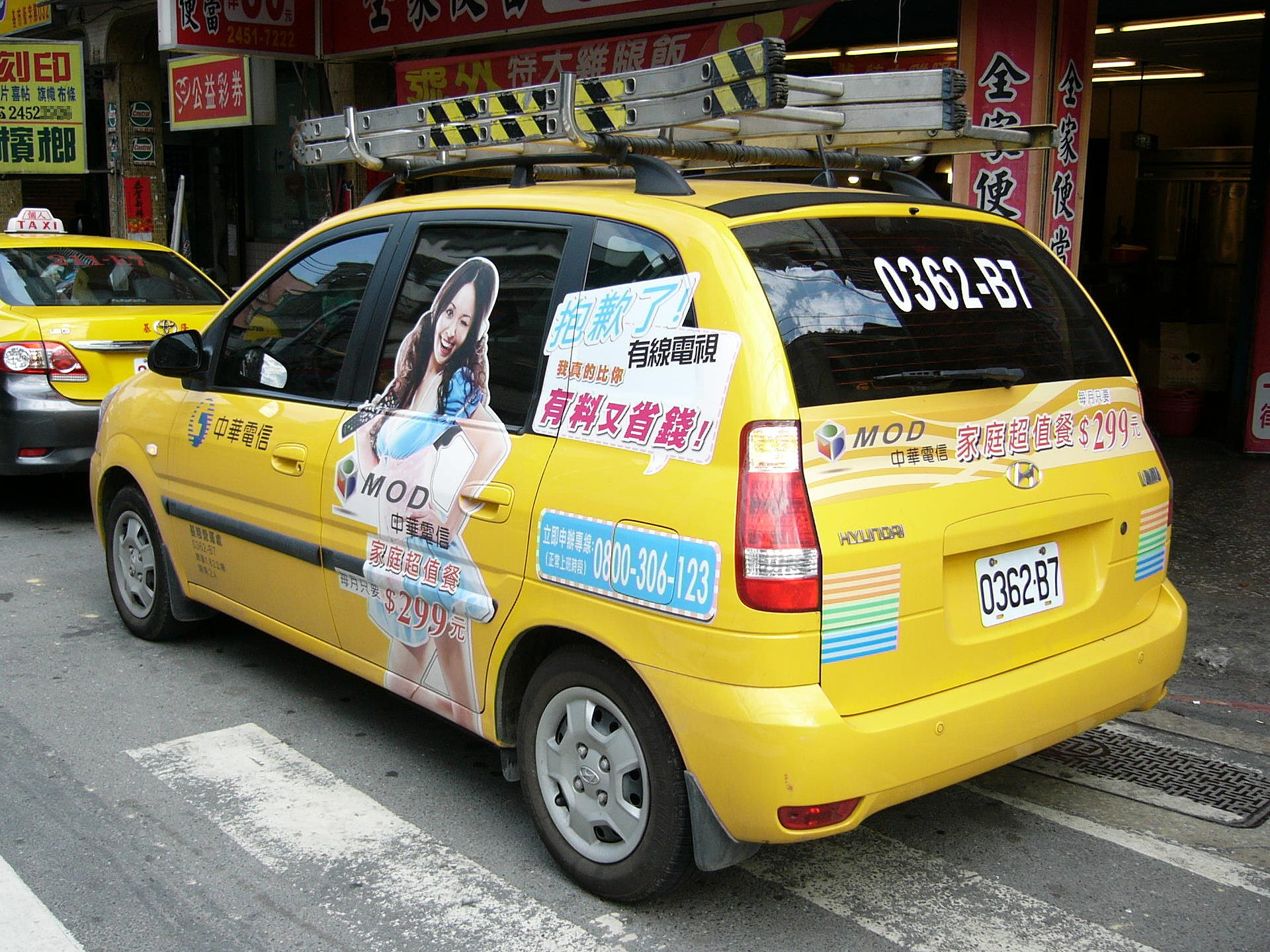
一台現代Lavita車型的中華電信工程車第二代塗裝，車身為中華電信MOD廣告
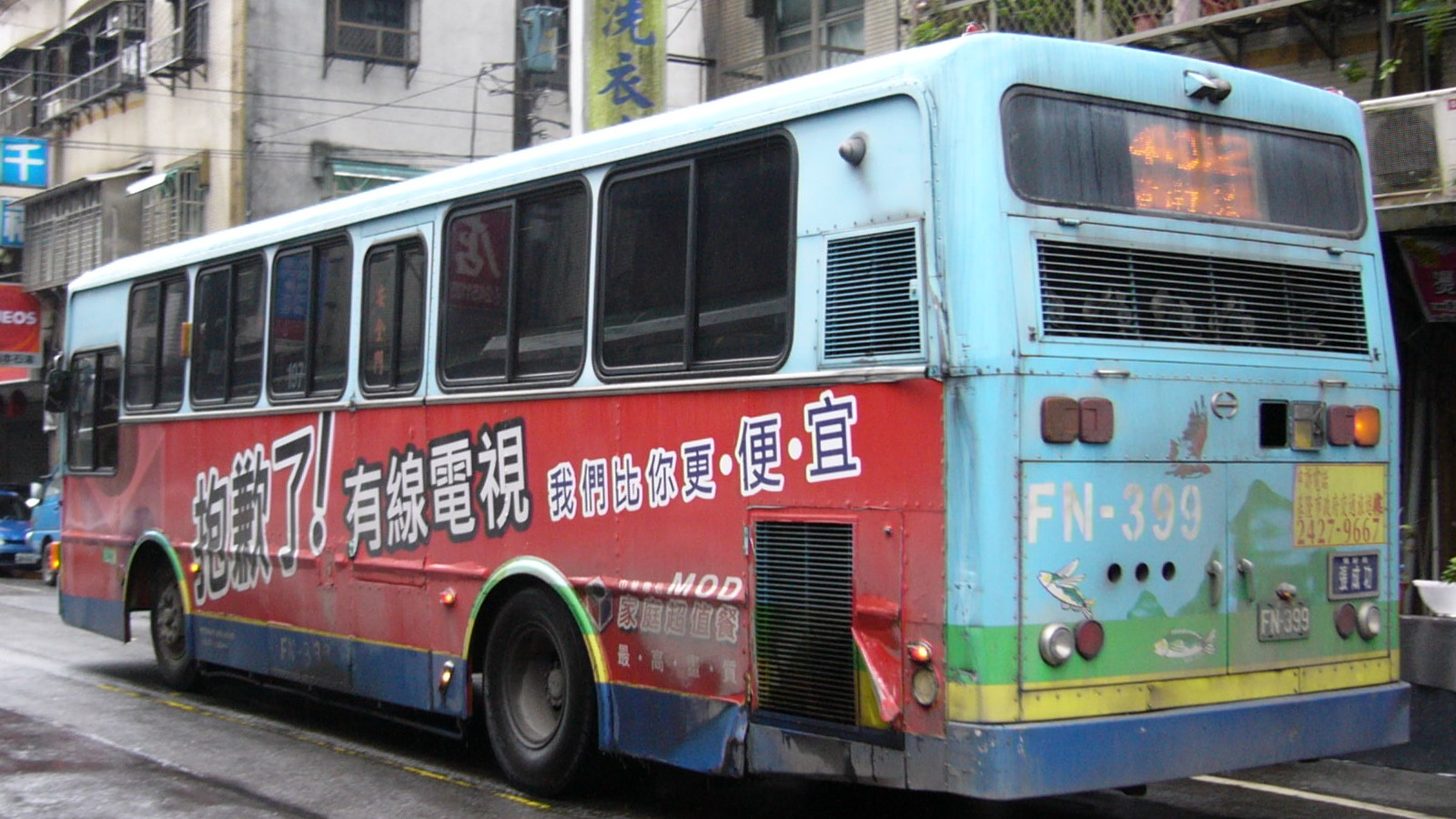
中華電信MOD的廣告以比有線電視系統業者低廉的費率為其主要訴求
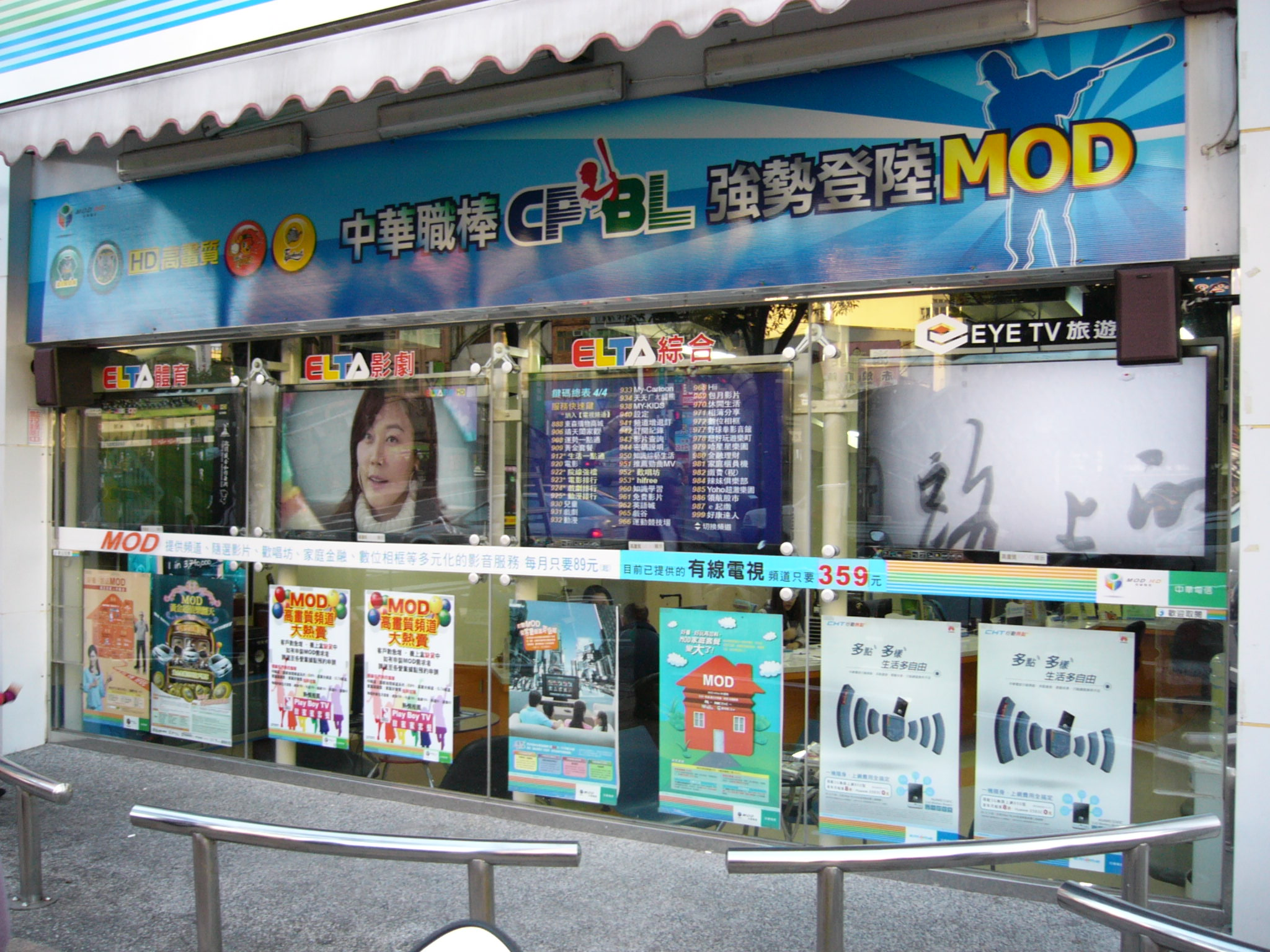
中華電信基隆服務中心的MOD廣告牆
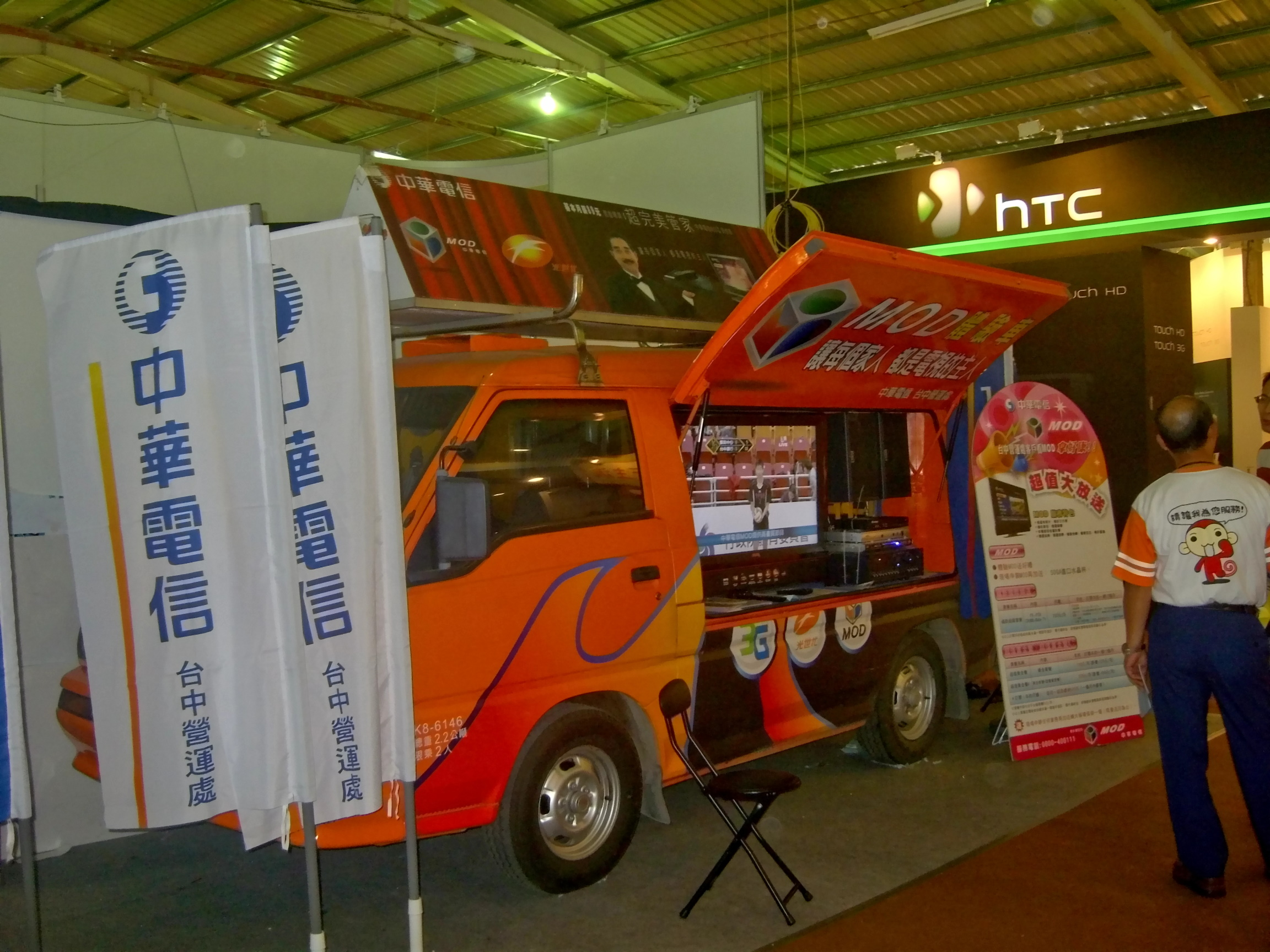
2008年台中資訊月，中華電信台中營運處的中華電信MOD形象展示車

## 服務內容

中華電信MOD系統版面

### 電視頻道
目前共計193個頻道，其中192個為HD畫質頻道、1個為4K畫質頻道；類型包含闔家、綜合、戲劇、新聞、電影、體育、知識、兒少、音樂、購物、宗教、外語等。此外，提供電子節目指南查詢完整頻道內容、節目播出時間等資訊。

#### 頻道變更歷程
- 2012年6月1日，三立電視上架CH54三立財經台與CH85創意頻道的高畫質頻道，以及上架MTV綜合台與有線電視同步播出[註 5]。創意頻道於同年11月5日更名為三立綜合台[30]。
- 2013年7月8日，聯利媒體股份有限公司[註 6]推出TVB8，頻位為CH40。
- 2015年1月20日，緯來精采台上架，頻位為CH140；八大電視上架八大HD戲劇台，頻位為CH143[31]。同日，有線電視頻道CNN International上架，頻位為CH150；Animax HD開播，頻位為CH132。
- 2016年7月1日，三立綜合台頻位異動至CH26；同年10月1日，八大HD戲劇台停播下架。
- 2017年1月23日和11月1日，分別將Animax HD頻位異動至CH97和CH374；三立綜合台於同日頻位異動至CH301。
- 2018年10月31日，狼谷娛樂於CH210上架電競4K畫質頻道狼谷競技台。
- 2019年1月25日Netflix上架[16]，需透過機上盒MOD503提供服務，分為兩種版本：標準（HD）、高級（HD/4K）[32]。同年7月1日，CH262 fyi頻道下架。同年8月1日，CH321八大優頻道及CH158 CMusic頻道上架提供收視；同月20日，CH379 ITV Choice（英语：ITV Choice）頻道下架終止服務。
- 2020年1月1日，CH620 Diva和CH381 E! Entertainment頻道因亞洲區終止營運而停播下架；另上架CH268 HGTV居家樂活（英语：HGTV）和CH269 LOVE NATURE（英语：LOVE NATURE）頻道；同月15日，CH269 LOVE NATURE頻道升級為4K畫質。同年4月1日，愛爾達推出CH262 PET CLUB TV頻道。同年10月15日，CH374 Animax HD下架，改播有線電視版本的Animax台灣頻道，兩平台同步播出。
- 2022年12月1日，CH210狼谷競技台停播下架。
- 2024年11月1日，CH385 TechStorm頻道下架。

### 隨選影片
提供單頻訂閱頻道數超過160個與超過10,000小時的SD和HD影片，用戶可依照需求組合頻道，並可在指定時間內無限次數觀看、自由播放、暫停與快倒轉。

### 主要功能
「圖形化和可自訂介面」以主題式內容集結，方便用戶簡單、快速找尋內容，並提供自訂開機的首頁畫面。「影像畫質彈性切換」提供頻道或影片4K畫質（速率100Mbps）、HD畫質為1080i（速率10Mbps）或720p（速率4Mbps）、SD畫質為480i（速率3Mbps）。「回看功能」提供部分頻道過去3天的回看功能。
「搜尋隨選影片功能」可搜尋發行商索尼、華納、迪士尼、福斯、環球、派拉蒙；代理商威望國際、采昌國際多媒體、得利影視等影片與劇集。「錄影功能」提供錄製當下收看節目與預約錄影。「APP收視功能」使手機或平板可隨時收看。

### 加值服務
「歡唱坊」提供數千首歌曲，隨點隨唱。「家庭櫃員機」提供繳款和轉帳服務。「生活娛樂」包含各大交通時刻表、統一發票及彩券兌獎、星座運勢等。「遊戲城」提供多款小遊戲。「購物」提供購物資訊及電視購物。
「Hami+多螢」為跨平台服務，可透過不同的電視、電腦、平板電腦、手機螢幕收看相同內容或接收跨網多平台內容。「數位相框」提供照片隨插即看的操作模式。「TV APP服務」包含Netflix、KKTV、KKBOX、親子199等。提供「聲控助理」方便尋找頻道和影片名稱。

### 已下架服務
2016年7月1日，與優必達聯手推出「MOD雲遊戲」包月服務，提供頂級遊戲體驗，此服務僅限機上盒MOD307、MOD308客戶租用。於2017年6月7日終止服務並下架。

## 機上盒

### 內部平台
- MOD第一平台：阿爾卡特朗訊的封閉式平台。這是最早推出的平台。
- MOD第二平台：愛立信的開放平台，於2012年推出。
- MOD第三平台：中華電信自主開發平台，於2016年推出。機上盒可以外接硬碟進行錄影。

### 型號
中華電信MOD機上盒之型號有多種，早期有MOD201、MOD203等（目前已汰換）以及供微軟MSTV（Microsoft TV）試播用的MOD302。300系列後的機種可收看OTT平台，500系列機種支援4K。機上盒生產廠商為華電聯網，由宏碁、技嘉科技、和碩聯合科技、華碩、鴻海或大同公司代工。

## 爭議事件

### 蓋台爭議
2008年9月起，台灣互動電視公司提供中華電信MOD播出的台灣地面電視五大台各頻道陸續發生部分節目因授權問題被迫以其他同類節目覆蓋原節目內容，稱為「蓋台」。2009年5月13日，NCC發言人謝進男表示，中華電信MOD必須完整播出台灣地面電視五大台、公益及無廣告頻道，中華電信應出面解決蓋台爭議。
2009年5月23日，台灣互動電視公司節目部經理呂岳憲表示，本年4月美國職棒大聯盟（MLB）開賽之後，台灣互動接獲民視通知，民視向MLB購買的公開播映權僅限於民視無線台，不得在中華電信MOD播出；台灣互動希望NCC依照《通訊傳播基本法》第7條之精神「不同傳輸技術不得差別管理」，協助中華電信MOD獲得授權。NCC發言人李大嵩表示，中華電信MOD節目不得支離破碎，如果中華電信與頻道業者協商不成，NCC將正式介入。中華電信副總經理張宗彥表示，中華電信確實與頻道業者多次溝通無效，將請NCC協助解決。民視節目部經理趙善意表示，民視當初即很清楚向台灣互動說明，民視向MLB購買的公開播映權僅限於無線電視的部分，可能要請中華電信直接向MLB另行洽談授權。
2009年6月4日，中華電信總經理張曉東在立法院交通委員會說，目前中華電信MOD內容開放由「節目供應商」負責上架，但五家無線電視台節目內容的原供應商對於是否可以在中華電信MOD播放有不同意見，才會發生蓋台事件。出席同場會議的其他有線電視及衛星電視頻道業者則認為，中華電信MOD的節目供應商沒有取得「公開傳輸權」，導致著作權不完整，才會發生蓋台事件；取得公開傳輸權之後，當然不會蓋台。
2014年5月29日，民視各頻道未授權中華電信MOD播出的節目改由民視公告以其他節目覆蓋，不再由台灣互動電視公司覆蓋。2014年6月3日，台灣互動結束代理民視各頻道，民視各頻道改由民視繼續提供中華電信MOD播出。2014年6月11日，中視各頻道未授權中華電信MOD播出的節目改由中視公告以其他節目覆蓋，不再由台灣互動覆蓋。2014年6月24日，台灣互動結束代理中視各頻道，中視各頻道改由中視繼續提供中華電信MOD播出。
2017年7月15日，中華電信MOD系統公告，台視綜合台、台視新聞台、台視財經台改由壹電視繼續提供中華電信MOD播出。2018年8月10日，中華電信MOD系統公告，五家無線電視台播送的共計25個節目，因授權問題暫停播出，並改以同質性或其他節目播出。

### 史上播送天數最短的頻道
2016年7月4日，三立新聞台於中華電信MOD上架，成為第一個在MOD播送的有線電視新聞台；同年9月1日，三立新聞台終止在中華電信MOD的服務並下架，其原因是三立電視在MOD上播送新聞台訊號，卻遭到有線電視系統業者刻意換頻且打壓，導致三立被迫結束在MOD的服務並下架，此事件使三立新聞台創下MOD史上播送天數最短的頻道，僅59天。

### 內容縮水
2017年7月1日，因MOD主要頻道營運商台灣互動電視公司未能與中華電信完成協商組合頻道套餐價格，豪華套餐頻道數目從原先超過100個頻道縮為59個頻道，中華電信表示將透過降價及贈送看片金補償或是不收取解約金。中華電信北區分公司時任總經理陳明仕說明，MOD頻道合約規定，客戶繳費金額的20%歸中華電信、80%歸頻道營運商；但頻道營運商之間自行擬定規則，中華電信僅協助頻道營運商擬訂合理定價。
同月2日，NCC表示，中華電信MOD為開放平台，個別頻道之上架、下架與授權契約係由頻道供應商與中華電信協商決定，組合套餐則由套餐內所有頻道供應商協商決定。隔日，國立臺灣藝術大學廣播電視學系教授賴祥蔚認為，中華電信實施MOD頻道分潤制度，但頻道代理商不滿意分潤制度，導致雙方談判破裂引發MOD豪華套餐頻道數目腰斬事件，而中華電信的處理太過輕忽，因此成為危機管理的負面案例。同月4日，跨黨派的多位立法委員舉行「中華電信MOD大斷訊 嚴重損害消費者權益」記者會，他們認為，蔡英文政府所任命之中華電信董事長鄭優執行決策時不溝通、不協調，將業者之間商業糾紛的衍生問題轉嫁給消費者承擔。中華電信工會於記者會會場外批評台灣互動電視公司貪婪，呼籲NCC秉公處理。中華電信法律事務處認為，MOD消費者對套餐的不滿中華電信都要承受，但中華電信無權改變套餐內容，這是法律機制的不完整，應藉此檢討法規限制。
同月6日，網友揭發中華電信擅自將「寬頻+MOD數位匯流套裝方案：各套餐用戶優惠減價」的公告日期從7月5日改為6月5日，引發網友不滿。同月12日，一位不願具名的頻道商說，台灣互動電視公司這幾年發生移頻、偷頻道商時段、插播自家廣告等等行為，都讓頻道商敢怒不敢言；希望鄭優所推動的MOD頻道分潤制度，能說話算話。同月13日，中華電信、台灣互動電視公司、友量娛樂科技與中華超聯多媒體簽妥合約，規定MOD家庭套餐將於本月15日恢復播出上列三家公司代理之頻道。鄭優表示，中華電信所推動的合理分潤制度及用戶自選頻道的權利已獲各界高度認同，期望MOD能反虧為盈。
同月17日，壹電視發函NCC質疑，中華電信MOD快速調整變動「家庭豪華餐」內容，中華電信同意讓台灣互動電視公司代理之44個頻道於本月15日恢復上架，未徵詢家庭豪華餐各頻道商同意，涉嫌違反《固定通信業務管理規則》第60條之1。同月28日，NCC表示已啟動行政調查，並重申MOD營業規章與頻道上架下架作業規範應符合「公平上下架」原則。同月21日，行政院消費者保護處表示，截至本月17日，各直轄市及縣市政府共受理MOD套餐縮減頻道申訴案件達921件，已分別函送中華電信，其將於15天內完成處理申訴案件；同時，消保處將協請NCC辦理下列事項：全面檢討MOD相關制度及管控機制、檢視MOD契約內容並修正違反平等互惠原則之條款、督促各頻道商提升節目品質。同月31日，台灣互動執行長嚴力行表示，鄭優不顧頻道商反對，強行實施MOD頻道分潤制度，涉嫌違反《固定通信業務管理規則》第60條之1。
2017年11月16日，凱擘宣布，由於頻道商「對於頻道上下架洽談，已具備高度自主能力」，故決定於2018年結束頻道代理業務。11月20日，鄭優認為，凱擘此舉有望刺激頻道商與中華電信接洽的意願。同年12月21日，鄭優表示，中華電信堅持推動合理分潤制度，委託中華電信研究院建立MOD收視率調查機制，提供頻道商合理分潤的參考。2019年1月22日，台灣有線寬頻產業協會發布聲明稿，反對NCC開放中華電信MOD自行組合頻道套餐，並稱：MOD已於2018年12月底宣布客戶數突破200萬戶，市場力量強大，且更曾於2017年7月罔顧消費者收視權益而遭頻道業者斷訊；因此呼籲NCC，千萬不可開放MOD自組頻道套餐。

### 其他
2010年5月14日，日本AV片商Waap Entertainment、Soft On Demand等8家公司委任律師指控，中華電信讓MOD內容供應商（包括新視紀媒體科技、靖天傳播、台灣互動電視公司）任意播放、或讓民眾以手機下載未經授權的AV；這8家公司不僅對內容供應商提出告訴，也向中華電信求償。
2010年11月中旬，中華電信設於台北市中山區長春路與林森北路口的電視牆播放促銷MOD限制級「成人專區」的廣告，遭民眾向行政院新聞局投訴。中華電信表示，電視牆誤播成人互動遊戲，在接獲通知後已立即撤除。一位不願具名的多媒體業者說，中華電信無法在第一時間處理本案，是因為「MOD系統技術受限於華電聯網」；另加上MOD頻道專案實因「內神通外鬼」，縱容台灣互動電視公司、靖天傳播、新視紀媒體科技與愛爾達電視等少數業者壟斷頻道達70%，使得其他公司難以申請。
2020年9月15日晚間，台南市MOD用戶觀看的電視畫面突然停格，MOD機上盒重新開機後開始冒煙，發現是電源供應器之電源接頭處熔掉。中華電信台南營運處表示，用戶的MOD機上盒是新的，舊的電源供應器冒煙，其原因有待釐清。同月17日，新竹市MOD用戶向《蘋果新聞網》投訴，發現每月帳單被加訂18禁「野球拳影音館」，被多收新台幣199元將近1年，經查閱兩台MOD機上盒，均未有訂購紀錄。中華電信表示，發生原因為合作商系統發生障礙，將用戶判定為「訂閱」狀態，並傳送給中華電信系統造成出帳；中華電信已要求合作商在服務系統加強自我防護機制，亦退費給受影響的用戶。

## 外部連結
- 中華電信 MOD網站 （页面存档备份，存于）（繁體中文）
- MOD粉絲團的Facebook專頁（繁體中文）
- YouTube上的中華電信MOD播放列表（繁體中文）